# 笠原千尋
笠原 千尋（かさはら ちひろ、1990年9月26日 - ）は、日本の女優。山形県天童市出身。

## 概要・人物
- 山形東高等学校卒業。
- 特技：ヒップホップダンス
- 映画、テレビ、CM、舞台を中心に活躍
- デビュー作「彩」でモナコ国際映画祭最優秀新人賞、「神奈川芸術大学映像学科研究室」でSKIP国際Dシネマ映画祭審査員特別賞、短編映画「DEPARTURE」で山形国際ムービーフェスティバル2016最優秀俳優賞を受賞[1]。

## 出演

### 映画
- 2018 「鎖国のまち子」主演/まち子役（和野瑞樹監督）
- 2017 「食卓と嘘」ヒロイン/亜希子役（岩松道朗監督）
- 2017 「はつ恋はいつ」ヒロイン/百瀬役（田中晴菜監督）
- 2017 「いきうつし」ヒロイン/椿役（田中晴菜監督、あいち国際女性映画祭グランプリ、他多数）
- 2016 「ラスト・スクリーン」ヒロイン/裕子役（野頭雄一郎監督、公開待機中）
- 2016 「もがき」主演/千尋役（高橋雅紀監督、河出書房協賛）
- 2016 「FIVE PERCENT MAN」恵美役（田中雄之監督、SSFF & ASIA2016）
- 2016 「キスのカタチ〜恋の詩」ヒロイン/みゆき役（小美野昌史監督、東映ｘTBSサービス）
- 2015 「DEPARTURE」主演/ひかり役（園田新監督、山形国際ムービーフェスティバル最優秀俳優賞）
- 2015 「さよならあたしの夜」主演/幸子役（木村緩菜監督、日本映画大学第一回卒業制作）
- 2014 「小僧枯」主演/恭子役（児玉龍太郎監督、MONSTAR Exhibition2015）
- 2014 「ぎゅってする」主演/マミ役（制野美沙監督、MOVIE-HIGH2014）
- 2014 「二人の女勝負師」主演/叡美役（池田眞也監督）
- 2014 「神奈川芸術大学映像学科研究室」ヒロイン/千春役（坂下雄一郎監督、SKIP Dシネマ映画祭）
- 2013 「ウチのはらのうち」準主演/弥生役（岩下智香子監督、トリウッドスタジオプロジェクト）
- 2013 「無知と魚」主演/マキ役（一見正隆監督、第8回札幌国際短編映画祭）
- 2013 「女子大生怪奇倶楽部」準主演/ミカ役（田代尚也監督、ゆうばり国際ファンタスティック映画祭）
- 2013 「YOKOHAMA DREAM」劇場の女役（アミールナデリプロデュース、SSFF & ASIA2013）
- 2012 「エクソシストを探せ」ウェイトレス役（さとうしんじ監督)
- 2012 「お兄ちゃんに近づくな、ブスども！」ヒロイン/朋美役（内藤瑛亮監督、MOOSIC LAB2012)
- 2012 「彩」主演/彩役（ふるいちやすし監督、モナコ国際映画祭最優秀新人賞）

### テレビドラマ
- 遺留捜査 第7シリーズ（2022年） - 風間由里 役
- 特捜9 第4シリーズ（2021年） - 小川未琴 役
- 2018　EX「ホリデイラブ」第七話/保育士役
- 2017  NHK連続テレビ小説「ひよっこ」千秋役（レギュラー）
- 2016　HBC、IBC、TVK、CBC、RKB、MRTほか「キスのカタチ〜恋の詩」ヒロイン/みゆき役
- 2013　EX「警視庁捜査一課9係 Season8」第一話/長岡役

### 舞台
- 2018　ガラスのスニーカー「王子様と7人のシンデレラ」ヒロイン/ジル役
- 2017　トランス☆プロジェクト「MTF」ヒロイン/テイ役（第72回文化庁芸術祭参加、吉祥寺シアター）
- 2015　箱庭円舞曲「もっと美人だった」蛭子役（ザ・スズナリ）
- 2014　ワールドｘワールドｘワールド「LOVE／ワールドラブ」主演・ミクリ／ハルカ役
- 2012　サムライナンバーナイン「飛龍伝〜革命という名の愛のために〜」主演/美智子役

### 広告
- 2018　マニュライフ生命「プランライト・アドバイザー篇」
- 2018　マルハン「ニャイスなタイミング篇」
- 2018　東栄住宅WEBドラマ「悪の組織のアジト探し」
- 2017　YAHOO! JAPAN特別企画「Tissot Heritage Banana Centenary Edition 篇」
- 2017　ミマキエンジニアリング「3Dプリンター篇」
- 2016　リクルートエージェント「管理者適性検査 NMAT篇」主演
- 2016　FIRST AIRLINES「体験エンタテインメントPV バーチャル世界旅行」主演
- 2016　東京慈恵会医科大学ショートドラマ「看る」準主演/紗江役
- 2016　楽天「Rakuten.FM篇」
- 2013　国土交通省観光庁「A JAPAN Trip Guide Invitation篇」
- 2012　神田女学園「don't say impossible everything possible篇」主演/佑子役
- 2012　東都「賃貸マンション篇」ヒロイン/あかね役
- 2011　富士通デザイン「Fujitsu Concept」主演/チヒロ役

### DVD
- 2017　NHK連続テレビ小説「ひよっこ」千秋役（レギュラー）
- 2016 「キスのカタチ〜恋の詩」ヒロイン/みゆき役
- 2014 「ウチのはらのうち」準主演/弥生役

### Web
- 2018  テレ朝動画「ホリデイラブ」第七話/保育士役
- 2016  Amazonビデオ、ひかりTV、GYAO!ほか　「キスのカタチ〜恋の詩」ヒロイン/みゆき役

### VOICE
- 2018　FIRST AIRLINES「体験エンタテインメントPV バーチャル世界旅行」ナレーション
- 2015　Lyu:Lyu「DISTORTED AGAPE」ナレーション
- 2012　CGアニメ「ロボスケと友達」コン太役

## 受賞歴
- モナコ国際映画祭最優秀新人賞（2012「彩」）
- SKIP国際Dシネマ映画祭審査員特別賞（「神奈川芸術大学映像学科研究室」）
- 山形国際ムービーフェスティバル2016最優秀俳優賞（2015「DEPARTURE」）